# Laurin & Klement A
Laurin & Klement Typ A — перша двомісна модель малого автомобіля (фр. Voiturette) богемської компанії Лаурін і Клемент 1905 року.

## Typ A
Розміщений спереду V-подібний 2-Циліндр Мотор водяного охолодження при об'ємні 1005-см³ розвивав потужність 7 к.с.. Трансмісія складалась з 3-ступінчастої коробки передач і передової для того часу карданної передачі. Рама складалась з гнутих сталевих U-подібних профілів. Педаль гальма мала привід на вал трансмісії, ручне гальмо діяло на задні колеса. Авто отримало жорсткі осі, пів-еліпсні ресори, дерев'яні спиці коліс, праве розміщення керма. За перший рік виготовили 44 екземпляри Типу А.

## Typ B
З 1906 розпочали виготовлення Типу В (8/9 HP), що став наступником Типу А. Це був двомісний «Voiturette» з чотиритактним мотором робочим об'ємом 1399 см³ і потужністю 9 к.с. Авто вагою 500–600 кг розвивало швидкість 45 км/год., мало аналогічну до Типу А конструкцію рами, карданний привід на задню вісь. Було виготовлено 222 двомісних, 15 чотиримісних і 13 шасі для вантажівок.
З 1907 виготовили 10 машин модифікації В2 з мотором об'ємом 1595 см³ і потужністю 12 к.с.
Одночасно з 1906 розпочали виготовлення моделей Laurin & Klement Типів С, Typ С2, Typ Е, Typ F, Typ G.